# Kamimuria similis
Kamimuria similis är en bäcksländeart som beskrevs av František Klapálek 1912. Kamimuria similis ingår i släktet Kamimuria och familjen jättebäcksländor. Inga underarter finns listade i Catalogue of Life.